# Copa espanyola de futbol sala de la FEFS
La Copa espanyola de futbol sala de la FEFS fou una competició esportiva de clubs de futbol sala espanyols. De caràcter anual, fou organitzada per la Federació Espanyola de Futbol Sala (FEFS) i es disputà entre 1983 i 1989, tot i que continuà disputant-se de forma amateur.
El desembre de 1982 l'Interviu Lloyd's, campió de les tres darreres edicions del Campionat d'Espanya de la RFEF, abandonà la competició organitzada per l'Associació Espanyola de Clubs de Futbol Sala. El seu president, el periodista radiofònic José María García, denuncià irregularitats arbitrals així com disconformitat amb la gestió del Campionat. Juntament amb altres clubs crearen una associació paral·lela, l'ASOFUSA, així com una nova federació, la Federació Espanyola de Futbol Sala (FEFS). Organitzà dues noves competicions, la Lliga i la Copa, amb un nou reglament i clubs. La primera edició se celebrà aquella mateixa temporada (1982-83) i es proclamà campió l'equip andalús Panaderia Virgili. Per altra banda, l'Interviu Lloyd's fou el dominador de la competició que guanyà el campionat en tres ocasions (1984, 1986, 1988).
L'estiu de 1989 es fusionaren les dues competicions i es creà la Lliga Nacional de Futbol Sala, com a òrgan dirigent del futbol sala professional. Progressivament, molts equips afiliats a la FEFS es passaren a la nova competició, la Copa d'Espanya de futbol sala. i relegaren el torneig a clubs de nivell amateur.

## Historial
| En negreta = Equip guanyador (prò.) = Pròrroga (p.) = Penals (1) = Nombre de títols Nota: Noms dels equips segons l'època. |

| Edició | Temp.   | Data       | Campió                         | Resultat      | Subcampió                  | Seu                                          | refs.         |
| ------ | ------- | ---------- | ------------------------------ | ------------- | -------------------------- | -------------------------------------------- | ------------- |
| I      | 1982-83 | 26-06-1983 | Panaderia Virgili (1)          | 4-0           | Deportes Lorente-Torrecons | Pavelló Ciudad Jardín, Màlaga                | [ 5 ] [ 3 ]   |
| II     | 1983-84 | 01-07-1984 | Interviú Lloyd's (1)           | 6-1           | Larami-Imaral Palma        | Poliesportiu Municipal, Jerez de la Frontera | [ 6 ] [ 7 ]   |
| III    | 1984-85 | 30-06-1985 | Distrito 10-Saica (1)          | no es disputà | Interviú Lloyd's           | Pavelló Esportiu de l'Alcorà, Castelló       | [ 9 ]         |
| IV     | 1985-86 | 29-06-1986 | Interviú Lloyd's (2)           | 3-3 (3-2, p.) | Toledo FS                  | Palau Municipal d'Esports, Lleó              | [ 10 ]        |
| V      | 1986-87 | 28-06-1987 | Aerolineas Argentinas (1)      | 4-3           | Todagrés Vila-real         | Pavelló de Villalba, Madrid                  | [ 11 ]        |
| VI     | 1987-88 | 26-06-1988 | Interviú Lloyd's (3)           | 3-3 (p.)      | Redislogar Cotransa        | Poliesportiu de La Línea de la Concepción    | [ 12 ] [ 13 ] |
| VII    | 1988-89 | 25-06-1989 | Marsanz Torrejón (1)           | 4-2           | Interviú Lloyd's           | Pavelló As Travesas, Vigo                    | [ 14 ] [ 15 ] |
| VIII   | 1989-90 |            | Pizarrales FS (1)              | 4-4 (p.)      | Sala-10 La Paloma          | Pavelló de la Alamedilla, Salamanca          | [ 16 ]        |
| IX     | 1990-91 |            | Sala-10 Electricidad Amaro (1) | 4-1           | Ceutí/Conservas Colasico   | Poliesportiu de Calatorao                    | [ 17 ]        |
| X      | 1991-92 |            | Dora FS (1)                    |               |                            |                                              |               |

1. ↑  El vicepresident de la Federació Espanyola de Futbol Sala, Cecilio Serrano, declarà campió el Distrito 10-Saica per la incompareixença de l'Interviú Lloyd's.[8]
2. ↑  Aerolineas Argentinas era el patrocinador del club Centro Squash València segons s'esmenta al Diari As del dia 18/6/1987 (pàgina 11).